# Административна подела Србије (1945—2007)
Административна подела Србије (1944—1990) обухвата управну (административно-територијална) поделу Србије у раздобљу од ослобођења земље у јесен 1944. године до доношења Устава Републике Србије из 1990. године. Током тог раздобља, извршено је неколико системских промена у административно-територијалној организацији Србије, која је у различитим периодима почивала на тростепеним или двостепеним облицима управе, заснованим на јединицама као што су: области, окрузи, срезови и општине.

## Административна подела НР Србије (1944—1963)
Након ослобођења Србије у јесен 1944. године, извршено је успостављање нових органа власти, уз задржавање дотадашње тростепене поделе на округе, срезове и општине. Према првим законским решењима из 1945. године, централна Србија се састојала од следећих округа: Београдског (Београд), Ваљевског (Ваљево), Врањског (Врање), Крагујевачког (Крагујевац), Крушевачког (Крушевац), Лесковачког (Лесковац), Моравског (Јагодина), Новопазарског (Нови Пазар), Нишког (Ниш), Пиротског (Пирот), Подринског (Шабац), Пожаревачког (Пожаревац), Тимочког (Зајечар), Топличког (Прокупље), Ужичког (Ужице) и Чачанског (Чачак).
У исто време, АП Војводина се састојала из следећих округа: Новосадског (Нови Сад), Панчевачког (Панчево), Петровградоког (Петровград), Сомборског (Сомбор), Сремског (Сремска Митровица) и Суботичког (Суботица), док на подручју Аутономне косовско-метохијске области нису постојали окрузи, већ само срезови и општине.
Доношењем Устава НР Србије из 1947. године,, а потом и нових законских решења из исте године, извршене су разне измене у административним структурама, а најзначајнију промену представљало је укидање округа, уз задржавање срезова и општина.
Почетком 1949. године, донета је одлука о увођењу новог, обласног нивоа управе на целокупном подручју ФНРЈ. Реформа је покренута указом од 24. марта, донетим од стране Президијума Народне скупштине ФНРЈ, а спроведена је путем доношења нових законских и осталих прописа у федералним јединицама, укључујући и НР Србију, која је поред АП Војводине и АКМО добила и пет управних области на свом средишњем подручју (Београдска, Крагујевачка, Нишка, Тимочка, Титовоужичка).
Новом управном реформом из 1955. године, извршено је преуређење административних јединица, чиме је територија Србије подељена на 42 велика среза, који су добили додатне надлежности.
Значајна промена у територијалној организацији означена је постепеним укидањем срезова у Србији. Тај процес је започео 1959. године, када су укинути срезови на подручју Аутономне косовско-метохијске области. Доношењем новог закона, територија НР Србије је 1962. године подељена на 14 срезова (само на подручју Војводине и централне Србије) и 217 општина.

## Административна подела Србије (1963—1974)
Доношењем новог Устава СР Србије из 1963. године, дотадашња Аутономна Косовско-Метохијска Област уздигнута је на виши ниво самоуправе и постаје Аутономна Покрајина Косово и Метохија. Потом се 1965. године приступило укидању свих пет срезова на подручју Аутономне Покрајине Војводине. Исте године донет је нови закон, по којем је број општина смањен на 185.
Затим је 1966. године укинуто и преосталих девет срезова на централном подручју СР Србије. Потом је 1967. године донет нови закон, по којем је број општина смањен на 179, а та редукција је извршена путем укидања 6 мањих општина на територији централне Србије.

## Административна подела Србије (1974—1990)
Доношењем новог Устава Социјалистичке Републике Србије 1974. године дошло је до формирања међуопштинских-регионалних заједница које су формиране 1975. године слободним удруживањем општина и било их је 8 на територији Србије без подручја аутономних покрајина и подручја града Београда. Исте 1974. године формирана је општина Раковица, па је укупан број општина порастао на 180. 
Законом о изменама и допунама Закона о утврђивању територија општина, који је скупштина САП Војводине донела 1. јула 1980. године територија бивше општине Нови Сад је подељена на 6 општина: Детелинару, Лиман, Петроварадин, Подунавље, Славију и Стари Град које су са општином Сремски Карловци формирали градску заједницу општина Нови Сад. Тиме је укупан број општина у Србији повећан на 186. 
Године 1985. се на територији САП Косова оснива општина Малишево, две године касније оснивају се општине Зубин Поток и Ново Брдо, 2. јула 1988. године се формирају општине Обилић, Косово Поље и Штимље, при чему прве две општине са општинама Приштина и Ново Брдо образују градску заједницу општина Приштина. Следеће године се образује и општина Штрпце и укидају општине градске заједнице општина Нови Сад осим општине Сремски Карловци и од њихове територије се формира општина Нови Сад. Тиме је укупан број општина у Србији на крају ове деценије био 188.